# Dolní Vilémovice
Dolní Vilémovice é uma comuna checa localizada na região de Vysočina, distrito de Třebíč.